# Ilse Paar
Ilse Paar (* 1940 in Niederösterreich; † 5. März 1980) war eine österreichische Provinzialrömische Archäologin.
Ilse Paar studierte Klassische Archäologie an der Universität Wien, wo sie am 15. Juli 1963 promoviert wurde. Seit 1964 war sie an den Untersuchungen des Kastells und des Gräberfeldes von Gelduba (Krefeld-Gellep) beteiligt. Seit 1971 war sie stellvertretende Leiterin des Museumszentrums Burg Linn in Krefeld. 1973 erhielt sie das Albert-Steeger-Stipendium. An der Universität Düsseldorf hatte sie einen Lehrauftrag für Alte Geschichte.

## Schriften
- Ovid und die mythologischen Landschaftsbilder der römischen Wandmalerei. Dissertation Wien 1963.
- Kastell Gelduba. In: Christoph B. Rüger (Hrsg.):  Beiträge zur Archäologie des römischen Rheinlands 2. Rheinland-Verlag, Düsseldorf, 1971, S. 242–339.
- mit Peter Robert Franke: Die antiken Münzen der Sammlung Heynen. Rheinland-Verlag, Köln 1976.